# انگورفرنگی (گیاه)
انگورفرنگی، گالش انگور (نام علمی: Ribes uva-crispa) گونه‌ای انگورفرنگی است که در راسته خاراشکن‌سانان قرار دارد.
این گیاه با نام خارتوت نیز شناخته می شود.